# Kamishibai

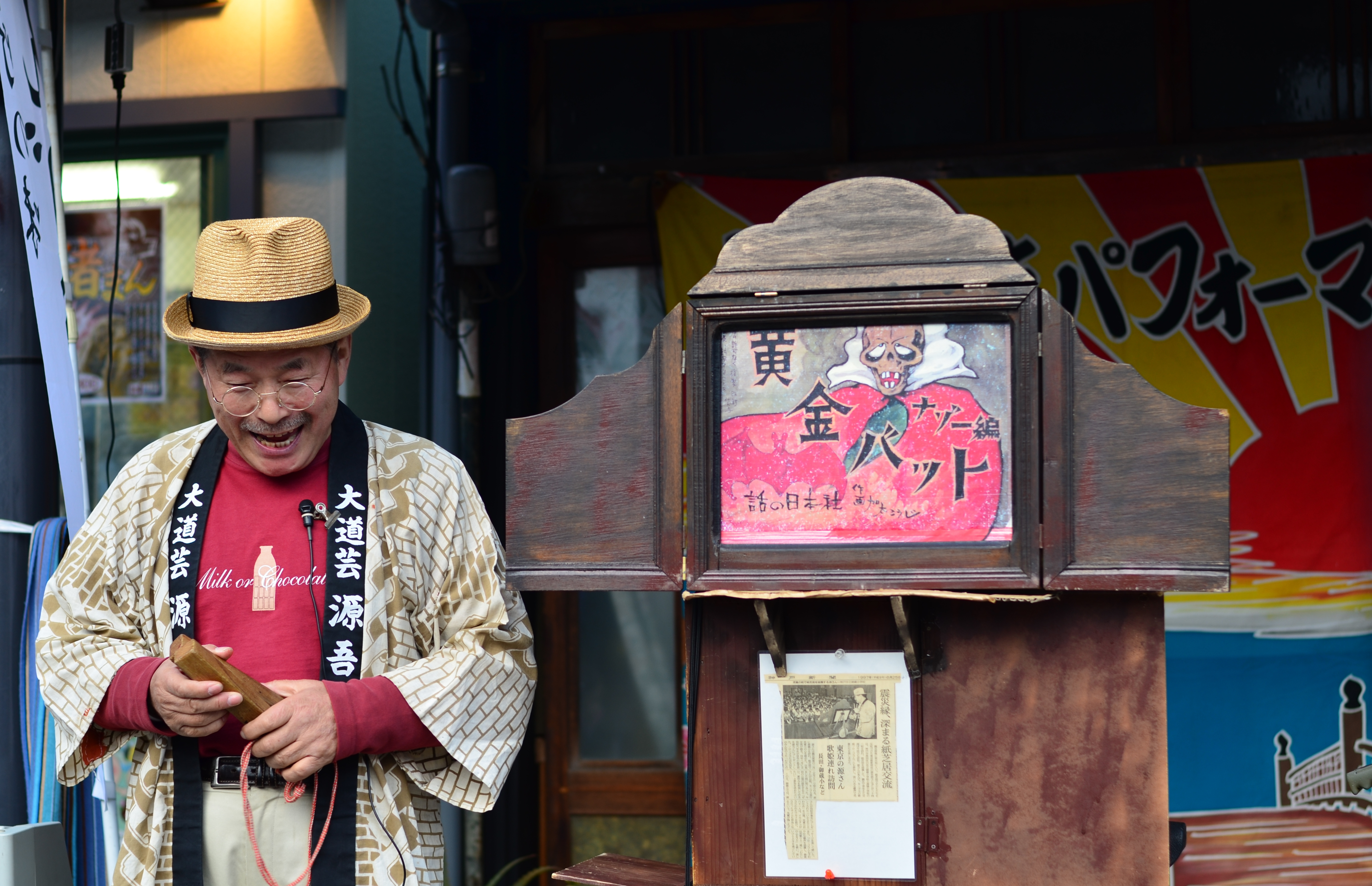
Kamishibai-Vorführer in Tokyo 2011

Kamishibai (japanisch 紙芝居 ‚Papiertheater‘) ist ein japanisches Papiertheater bzw. „Märchenbilderschaukasten auf der Straße“.

## Überblick
Die Ursprünge des Kamishibai können bei den buddhistischen Wandermönchen des 10. Jahrhunderts gefunden werden. Sie nutzten die Methode des bildgestützten
Erzählens mit Bilderrollen (emaki), um buddhistische Lehren zu verbreiten.
Die heute bekannte Form des Kamishibai entwickelte sich zu einer Populärkultur der japanischen Vorkriegszeit. Die Vorführer des Kamishibai erzählen mit kurzen Texten zu wechselnden Bildern, die in einen bühnenähnlichen Rahmen geschoben werden. Die Texte und Bilder werden eigens für diese Erzählform erarbeitet.
Entstanden ist diese Form des öffentlichen Theaters zu Beginn des 20. Jahrhunderts. Süßigkeitenverkäufer fuhren mit dem Fahrrad durch die Dörfer und Städte. Auf dem Gepäckträger war ein Holzrahmen befestigt, in den sie die Geschichtentafeln einlegten, um ihre Geschichten vorzutragen. Kamishibai ist ein Bühnenmodell aus Holz für das angeleitete gesellige Erzählen, in dem eine kindorientierte Geschichte in szenischer Abfolge von Bildern präsentiert wird. Die Vorstellungen waren jeweils kostenlos, den Unterhalt verdiente sich der Erzähler mit dem Verkauf von Süßigkeiten.
Noch bis nach dem Pazifikkrieg, d. h. bis 1953, als erstmals Fernsehen ausgestrahlt wurde, gab es etwa 10.000 Kamishibai-Erzähler und täglich fünf Millionen Zuschauer in Japan. In Tokio gab es gegen Ende der 1940er und Anfang der 1950er Jahre über zwanzig Unternehmen, die Kamishibai-Bilder produzierten. Beispielsweise Sanpei Shirato und Shigeru Mizuki arbeiteten in solchen Unternehmen; beide wurden später bekannte Comiczeichner. Mizukis bekanntestes Werk, Ge Ge Ge no Kitarō, basiert auf einem Kamishibai-Stück, das in den 1930er Jahren populär war. Heutzutage ist Kamishibai als pädagogische Methode des Erzähltheaters auch in Europa bekannt.